# Battlefield 1
Battlefield 1 és un videojoc de tir d'acció bèl·lica en primera persona. El títol va ser desenvolupat per EA DICE i distribuït per Electronic Arts per a Xbox One, PlayStation 4 i PC. És el catorzè joc de la sèrie Battlefield i el primer títol de la sèrie que s'ambienta en la Primera Guerra Mundial. Es començà a comercialitzar el 21 d'octubre del 2016. El joc va ser confirmat al maig de 2016 per Electronic Arts.

## Jugabilitat
Battlefield 1 és un joc d'acció en primera persona, ambientat en la Primera Guerra Mundial. El jugador podrà conèixer diferents protagonistes a mesura que avança la història i visitar diferents regions, entre elles França, Itàlia i Aràbia. El jugador compta amb una àmplia varietat d'armes. També pot utilitzar armes de combat cos a cos. Les armes de combat cos a cos es divideixen en dues categories: lleugeres i pesades. El jugador pot controlar diversos vehicles, així com muntar a cavall en batalla.

## Beta
La Beta de Battlefield 1 va estar disponible des del 31 d'agost fins al 8 de setembre per a Xbox One, PlayStation 4 i PC. Durant la beta es va tenir accés a les modes Assalt i Conquesta al mapa "Desert de Sinaí".

## Sinopsi
La campanya de Battlefield 1 explica la història de cinc protagonistes que es troben en diferents països durant la Primera Guerra Mundial. El pròleg posa al jugador en la pell de diversos membres d'una infanteria militar nord-americana en territori francès. A la primera part del joc, el jugador controla al soldat Edwards, un conductor d'un tanc britànic a França. La segona part explica la perspectiva d'un pilot de la Força Aèria Britànica a França i Regne Unit. La tercera part abasta la història d'un membre de l'exèrcit Arditi a Itàlia. La quarta part, explica la història d'un missatger del ANZAC a Turquia durant la Batalla de Gal·lípoli. I la cinquena, i última, part explica la història d'una guerrera beduïna que uneix forces amb Lawrence d'Aràbia per a destruir un canó de rail a l'Orient Mitjà.

## Pre-llançament
Battlefield 1 ha tingut gran acollida i acceptació des que es va presentar el seu tràiler oficial. A la Game Critics Awards 2016 va rebre el premi en la categoria de «Millor Joc d'Acció», a més de quatre nominacions incloent «El Millor de l'Esdeveniment», «Millor Joc de Consola», «Millor Joc de PC» i «Millor Multijugador en Línia».

## Post-llançament
Battlefield 1 ha rebut critiques extremadament positives. A Metacritic el joc sosté una puntuació mitjana de 87/100 per a Xbox One, 89/100 per PlayStation 4 i 89/100 per a PC.